# Aeschnosoma
Aeschnosoma is een geslacht van libellen (Odonata) uit de familie van de glanslibellen (Corduliidae).

## Soorten
Aeschnosoma omvat 5 soorten:
- Aeschnosoma auripennis Geijskes, 1970
- Aeschnosoma elegans Selys, 1871
- Aeschnosoma forcipula Hagen in Selys, 1871
- Aeschnosoma marizae Santos, 1981
- Aeschnosoma rustica Hagen in Selys, 1871